# Török világ Magyarországon
A Török világ Magyarországon Jókai Mór 1853-ban megjelent romantikus történelmi regénye. Megjelent Törökvilág Magyarországon címmel is.

## Történet
|  | Alább a cselekmény részletei következnek! |

A történelmi regény a 17. századi Erdélyt idézi elénk. Valóságos történelmi személyek (I. Apafi Mihály fejedelem, Teleki Mihály főgenerális és a fiatal Thököly Imre) szerepelnek benne. A történet fő motívuma: Erdély függetlensége, amit a különböző politikai körök saját elképzelésük szerint akarnak megvalósítani. Az összecsapások sorra tragédiába torkollnak.
|  | Itt a vége a cselekmény részletezésének! |

## Szereplők
- Apafi Mihály fejedelem
- Teleki Mihály
- Thököly Imre
- Ghyca moldvai fejedelem
- Béldi Pál
- Feriz bég